# Малые сёстры Иисуса
Малые сёстры Иисуса (лат. Congregatio Parvarum Sororum Iesu, фр. Petites Sœurs de Jésus, C.P.S.I.) — католическая женская монашеская конгрегация, основанная в 1939 году.

## История

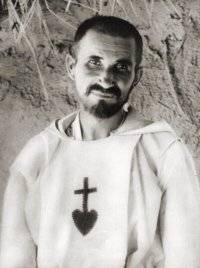
Шарль де Фуко

Создательница ордена Магдалина Утен в 1936 году, желая следовать примеру Шарля де Фуко, отправилась в Северную Африку со своей сподвижницей. В 1939 был основан орден малых сестёр Иисуса. Как и основанный шестью годами ранее мужской орден малых братьев Иисуса, женский орден основывался на духовности и деятельности Шарля де Фуко.
Первая община была основана в Алжире, однако уже в 40-х годах обители конгрегации появились и во Франции. 25 марта 1963 года устав конгрегации был официально утверждён Святым Престолом.

## Современное состояние
По данным на 2005 год конгрегация насчитывала 1238 сестёр в 289 обителях. Обители конгрегации существуют в 58 странах мира.
Конгрегация малых сестёр Иисуса входит в объединение известное как «Духовная семья Шарля де Фуко», которое объединяет 20 религиозных групп, в основу духовности которых положена духовность и сочинения Шарля де Фуко, и насчитывающее более 13 тысяч членов по всему миру.
Особенностью устройства монашеской жизни конгрегации является проживание сестёр в небольших общинах, как правило, по 3-4 человека. Монахини не находятся в строгом затворе, участвуют в общественной жизни, особое внимание в ордене уделяется помощи бедным и обездоленным людям. Девиз конгрегации — «Иисус — Любовь».